# Leonti Mroveli
Léonti Mroveli (in georgiano ლეონტი მროველი?; fl. XI secolo) è stato un vescovo e storico georgiano, vissuto nella seconda metà dell'XI secolo.

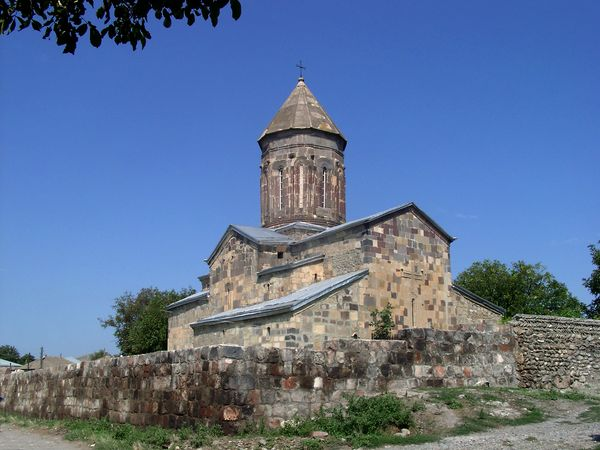
Cattedrale di Ruisi nella Georgia centrale, sede di diocesi a partire dall'inizio del VI secolo.

Versione della regina Mariam delle Cronache georgiane.

È considerato da alcuni studiosi l'autore dei testi in seguito utilizzati per la redazione di Cronache georgiane, il principale compendio di testi storici medievali dell'area del Caucaso meridionale.

## Biografia
"Mroveli" non è un cognome, ma è l'aggettivo associato alla località di Ruisi (presso l'attuale Municipalità di Kareli nella Georgia centrale). Ruisi è stata una importante sede vescovile della Chiesa ortodossa georgiana a partire dall'inizio del VI secolo e si presume che lo storico sia stato  vescovo mroveli a partire dal 1066. Alcuni testi considerano possibile assegnare al personaggio l'appellativo di "Leonzio di Ruisi".
Il vescovo è menzionato in un'iscrizione datata 1066. L'iscrizione è stata trovata nel 1957 su una croce di pietra, detta appunto di Léonti Mroveli, in una gola del fiume Khvedurula nei pressi di Kareli, in prossimità di una cosiddetta cascata di pietra rossa, detta caldaie Trekhvi.
Non considerando le annotazioni tardive ai manoscritti delle Cronache georgiane, un arcivescovo di Ruisi di nome Léonti è richiamato in un manoscritto dell'XI secolo proveniente dal Monte Athos e conservato nella Biblioteca Nazionale della Georgia. Esiste inoltre un riferimento alla sua persona in una traduzione di Eutimio di Athos del commento di Crisostomo al Vangelo secondo Matteo.
L'ipotesi che Léonti Mroveli appartenesse all'VIII secolo o all'inizio del X secolo ora sembra poco plausibile. Il Mroveli storico comunque già non occupava più la carica nel 1103, poiché non compare negli atti del sinodo ecclesiastico georgiano convocato a Ruisi e nella vicina cattedrale di Urbnisi dal re Davide IV. 

## Le opere
Léonti Mroveli è considerato da alcuni storici come l'autore di diversi testi che costituiscono la base del corpus utilizzato nel XVIII secolo dal principe georgiano Vakhushti Bagration e dal suo comitato di storici per redigere la prima parte delle Cronache georgiane, il principale compendio di testi storici relativi alle vicende che hanno interessato le popolazioni a sud del Caucaso durante il medioevo. Altri storici lo considerano solo un compilatore di testi precedenti. In ogni caso, Léonti Mroveli come cronista ha spostato l'equilibrio della letteratura georgiana dall'ecclesiastico al secolare.
Le Cronache georgiane consistono in una serie di testi distinti che coprono il periodo tra il IV secolo a.C. e l'inizio del XIV secolo. A Léonti Mroveli viene attribuito il primo dei testi in ordine cronologico, dal titolo Storia dei re e dei patriarchi dei georgiani e che riguarda l'intervallo di tempo tra il IV secolo a.C. e il V secolo d.C.

## Analisi critica delle opere
La storia dei re georgiani attribuita a Léonti Mroveli fornisce un resoconto continuo e coerente della storia della Georgia con molti dettagli genealogici per quasi mille anni a cavallo dell'anno zero, ma è soggetta a critica moderna, in quanto il più delle volte non consente di stabilire soddisfacenti sincronismi con fonti romane o greche occidentali e fonti armene o arabe. Inoltre, la cronologia scelta implica regni eccezionalmente lunghi: Farnabazo I 65 anni, suo figlio Sauromace 75 anni, suo nipote Mirian I 50 anni, con longevità patriarcali e paternità oltre i 60 anni. Ci sono anche periodi di regno eccezionali per i principi dell'VIII secolo: per esempio dal 639 al 786 sembrerebbero succedersi tra Stefano II e Stefano III 3 generazioni in 147 anni, o al contrario, in un periodo durante il primo secolo di 74 anni si succedono 5 generazioni.
Modernamente, secondo una analisi linguistico-stilistica e storica, malgrado Léonti Mroveli non menzioni alcuna fonte precedente, molti ricercatori, tra cui lo studioso Stephen H. Rapp, ritengono impossibile considerarlo come autore. Si preferisce pensare si trattasse in realtà di un compilatore che lavorava su opere preesistenti e databili all'VIII secolo.
La critica contemporanea non concorda con lo storico Cyril Leo Toumanoff per aver riposto troppa fiducia in questo autore, che egli comunque mette in discussione esplicitamente solo sulla diarchia del primo secolo, la datazione dell'avvento della dinastia dei Bagration o la cronologia dall'VIII secolo.
Anche l'autore di un altro testo storico differente dalle Cronache georgiane e dal titolo le "torture di Archili" viene chiamato Léonti Mrovelis. Questo agiografo fu contemporaneo dello stesso Archil martire vissuto nell'VIII secolo. Ecco perché, secondo alcuni ricercatori, Léonti Mroveli, vissuto nell'XI secolo, fu solo l'editore o il copista di queste opere. Alcuni ricercatori datano gli scritti originali alla base delle Cronache georgiane all'VIII secolo e, di conseguenza, considerano il loro autore un altro Léonti Mroveli, che ha operato in quell'epoca. 